# Пам'ятник Тарасові Шевченку (Самостріли)
Пам'ятник Тарасові Шевченку в селі Самостріли — пам'ятник українському поетові, письменнику, митцю і мислителю Тарасові Григоровичу Шевченку в селі Самостріли Корецького району, Рівненської області, встановлений біля сільського будинку культури.

## Історія
У жовтні 1846 року, виконуючи завдання Археологічної комісії Тарас Шевченко відвідав низку міст Рівненщини: Острог, Дубно, Корець, села Острів та Пляшева. Під час подорожі Рівненщиною він зробив низку малюнків, зібрав історичний та фольклорний матеріал.

## Опис
Пам'ятник встановлено у 1965 році. Автором є скульптор Степанець І. К. Бюст Т. Г. Шевченка розміщено на прямокутному двоступінчатому п'єдесталі.
Розміри: висота бюста — 1,1 м; постамент — 1,4 х 1,52×1,03 м.

## Взяття на державний облік
Пам'ятку взято на державний облік та під державну охорону рішенням виконкому Ровенської Обласної Ради депутатів трудящих № 102 від 17 лютого 1970 року.